# Veierland
59°9′N 10°21′Ø / 59.150°N 10.350°Ø
Veierland er en ø som ligger i Nøtterøy kommune i Vestfold og Telemark fylke i Norge. Frem til 1. januar 1965 tilhørte øen Stokke kommune, men blev overført til Nøtterøy kommune efter de fastboendes eget ønske. Der er en fastboende befolkning på ca. 150 mennesker, fordelt på ca. 60 helårsboliger. Der er ca. 450 ferieboliger og hytter på øen. Pr. 1. januar 2012 var det registreret 158 fastboende på øen Veierland har et areal er på cirka 4,4 kvadratkilometer. Øen ligger ved Tønsbergfjorden, midt mellem Nøtterøy, Tjøme, Stokke og Sandefjord. Øen har færgeforbindelse med Tenvik på Nøtterøy og Engø ved Sandefjord.
Veierland skole havde i 2011 8 elever. Kirken er fra 1905. Øen har en aktiv velforening, med eget Velhus fra 1956.
Forfatteren Jens Bjørneboe boede på Veierland i knap et år før han tog sit eget liv 9. maj 1976. Bjørneboe købte et hus af Ole Paus. Paus skrev sangen Veierland om sit ophold på øen (den findes på pladen Stjerner i rennesteinen). En anden kendt forfatter knyttet til øen er Karin Bang (Brynildsen) som har skrevet tre historiske romaner med motiv fra hvalfangermiljøet på Veierland. Der kalder hun øen for Jutøy. Karin Bang var gift med forfatteren Aasmund Brynildsen. Edvard Munch tilbragte sommeren 1887 (og sandsynligvis 1888) på øen. Rallykøreren og forfatteren Greta Molander boede her i 1960'erne.